# المسار القديم المستقيم
المسار القديم المستقيم، برواسبه الينبوعيةِ ومناراتهِ وخنادقهِ هو كتابٌ لألفريد واتكينز نُشر لأولِ مرةٍ سنة 1925 يشرح فيه نظرية وجود ما يدعوه بخط لاي في بريطانيا.

## المُقدمة
يقدم واتكينز هنا منهجًا من خلال عرضهِ لنظريات الخطوط المستقيمة، مُتَبعًا منشورًا بريطانيًا قديمًا «مسارات بريطانيا القديمة». ينطوي الكتاب على مقدمةٍ بثلاثين فصلاً وأربعة ملاحقٍ وفهرس، ويحتوي على العديد من الرموز والصور التي صورها الكاتبُ بنفسه.
يعتبر كتاب واتكينز هذا أول كتابٍ يتحدث عن خطوط لاي المستقيمة في بريطانيا أو بصورةٍ رئيسة تحديدًا في بريطانيا الجنوبية. وفقًا لمراجعةٍ في الصحيفة الجغرافية التابعةِ للمجمع الجغرافي الملكي، سعى واتكينز لإثبات نظريته بأن الرواسب الينبوعية والخنادق والمنارات والعلامات التي على الصخور كُلها مسارات مستقيمة.
ظل الكتابُ مُتجاهَلاً من قبل الجغرافيين ولكنه حصل على لمحة من الاهتمام من قبل فرقة العصر الجديد في بداية الستينيات. كان لأفكار واتكينز ايضًا تأثيرٌ في الجغرافيا النفسية وعلى الكاتب وصانع الافلام لاين سنكلير في «لود هيت» 1975 وعلى الكاتب بيتر أكرويد في روايته هوكسمور 1985.[بحاجة لمصدر]

## النقد
التقت أفكار واتكينز مع التوقعات القديمة للجغرافيين عدا الجغرافي كروفورد الذي رفض الترويج  لكتاب المسار القديم في العصر القديم للصحف. أحد انتقاداته لنظريات واتكينز تذكر أن الكثافة العالية للمواقع التاريخية في بريطانيا وبعض أجزاء أوروبا ووجود خطوط مستقيمة تربط بين هذه المواقع هو شيءٌ بديهي منسوبٌ للصدفة.
ذُكر أيضا في تحليل إحصائي لهذه الخطوط أنه من كثرة المواقع التاريخية في بريطانيا أيُ خط قد يُرسم تقريبًا في أي مكانٍ في بريطانيا سيصل بين بعضٍ من هذه المواقع.

## إعادة الطباعة
أعيد طبع الكتاب برقم ISBN 0-349-13707-2 في 2 أبريل 1994 بواسطة «العداد». نُشرت الطبعات أو أعيد طبعها في أعوام 1925 و1933 و1945 و1948 و1970 و1974 و1994. أعيد طبع طبعة العداد لعام 1970 حتى عام 1999 على الأقل، وتحمل حقوق نشر تعود إلى عام 1970 «ألن واتكينز وماريون واتكينز».